# Clarkstown
Clarkstown è un comune degli Stati Uniti d'America, nella Contea di Rockland, nello Stato di New York.

## Località
Il comune di Clarkstown è formato dalle seguenti località:

### Village
- Nyack
- Spring Valley
- Upper Nyack

### Hamlet
- Bardonia
- Brownsell Corners
- Centenary
- Central Nyack
- Congers
- Mount Ivy
- Nanuet
- New City (sede comunale)
- Oakbrook
- Rockland Lake
- Valley Cottage
- West Nyack